# José Blanch
José Blanch Ferrer (Barcelona, 10 de mayo de 1904 - Madrid, 1 de septiembre de 1996) fue un actor español.

## Biografía
Hermano de los actores Montserrat y Modesto Blanch, su trayectoria profesional comienza en el teatro. En la década de 1930 se integra en la compañía de Salvador Soler Marí y Milagros Leal y junto a ellos estrena, entre otras obras, Caperucita Gris (1935) y La guerrilla (1936), de Jacinto Benavente. Tras la Guerra civil española, pasa por la compañía de Mariano Asquerino e Irene López Heredia, con los que interviene en La corte de los truhanes (1939), por la de Rafael Rivelles, con el que coincide en ¿Quién soy yo...? (1942), de Juan Ignacio Luca de Tena y en Una bala (1944), de Felipe Sassone y por la de Milagros Leal, con la que interviene en Marido y medio (1950), de Fernando Fernán Gómez. Prolongaría su carrera en décadas siguientes con obras como Las que tienen que servir (1962), de Alfonso Paso.
Su paso por el cine fue muy esporádico. Debuta en la gran pantalla en 1953 de la mano del director Luis Lucia en la película Aeropuerto, protagonizada por Fernando Fernán Gómez. Únicamente rodó cuatro películas más: Morena Clara (1954), con Lola Flores, La lupa (1955), con Rafael Durán, La verbena de la Paloma (1963), con Concha Velasco y, mereciendo especial mención Tristana (1970), de Luis Buñuel.
Por el contrario, desarrolló una prolífica carrera en televisión con intervención en decenas de títulos de teatro televisado en espacios como Estudio 1, que gozaban del favor de la audiencia en las décadas de 1960 y 1970.
Padre del actor Jaime Blanch.

## Trayectoria en TV
| - Teatro estudio - El glorioso soltero (20 de mayo de 1977) - Mujeres insólitas - La reina loca de amor (15 de marzo de 1977) - Noche de teatro - La dama de las camelias (16 de agosto de 1974) - Juan y Manuela (1974) - Si yo fuera rico - Si yo fuera guionista de cine (21 de noviembre de 1973) - Hora once - El señor secretario (10 de octubre de 1970) - La muerte de Iván Illich (28 de noviembre de 1970) - El tesoro de Franchard (30 de octubre de 1971) - El músico ciego (24 de septiembre de 1973) - Pequeño estudio - La coartada (18 de junio de 1969) - La risa española - El verdugo de Sevilla (14 de febrero de 1969) - El orgullo de Albacete (4 de julio de 1969) - Teatro de siempre - Medea (5 de diciembre de 1966) - Estudio 1 - Una doncella francesa (3 de agosto de 1966) - Los árboles mueren de pie (5 de octubre de 1966) - La casa de los siete balcones (21 de junio de 1967) - Legítima defensa (20 de septiembre de 1967) - Café de Liceo (11 de marzo de 1969) - El caso del señor vestido de violeta (8 de abril de 1969) - Fuente escondida (22 de abril de 1969) - El glorioso soltero (21 de mayo de 1970) - Teatro breve - La leyenda y el camino Doña Monia (1 de enero de 1966) - Gazpacho andaluz (24 de enero de 1980) | - Teatro para todos - La muerte le sienta bien a Villalobos (8 de agosto de 1965) - Cinco a la mesa (1965) - Primera fila - Volpane (21 de julio de 1965) - Teatro de humor - Las estrellas (8 de noviembre de 1964) - Mañana puede ser verdad - 6 de noviembre de 1964 - Teatro de familia - La ventana abierta (24 de marzo de 1964) - Fernández, punto y coma - 15 de marzo de 1964 - Novela - El improvisador (13 de enero de 1964) - El hombre del cuadro (25 de mayo de 1964) - Los dos hermanos (12 de julio de 1965) - El dilema (2 de agosto de 1965) - Julieta y el hombre herido (8 de agosto de 1965) - Las aventuras de Juan Lucas (18 de enero de 1966) - El malvado Carabel (31 de enero de 1966) - La Reina Juana (18 de septiembre de 1967) - El gabinete de sueños (20 de noviembre de 1967) - Biografía de Gabriel y Galán (22 de junio de 1970) - Las mentiras (18 de marzo de 1974) - Caza menor (12 de enero de 1976) - Los Dombey (30 de agosto de 1976) - Tengo un libro en las manos - El fin de las esperanzas (25 de junio de 1963) - Francisco de Quevedo (23 de junio de 1964) - Santes Creus (15 de septiembre de 1966) - Anna Manara (22 de septiembre de 1966) |